# Bruegel (cráter)
Bruegel es un cráter de impacto de 72 km de diámetro del planeta Mercurio. Debe su nombre al pintor flamenco Pieter Brueghel el Viejo (1525-1569), y su nombre fue aprobado por la  Unión Astronómica Internacional en 1985.